# Jurchen
Die Jurchen, auch Dschurdschen oder Dschürdschen (Jučen/Jurčen; chinesisch 女眞 / 女真, Pinyin Nǚzhēn (heutige Lesung); ältere und eigentliche Lesung: Rǔzhēn) waren ein tungusisches Volk in der östlichen Mandschurei und die Vorfahren der Mandschu. Der Name Mandschu wurde im 17. Jahrhundert angenommen. 

## Geschichte
Die Jurchen gingen vermutlich aus sibirischen Jägern hervor, die im Laufe der Zeit durch den Kontakt mit den in der östlichen Mandschurei ansässigen Chinesen sinisiert wurden. Sie wurden erstmals 1069 erwähnt. 1115 ließ sich der Stammesfürst Aguda zum Kaiser krönen und begründete die Jin-Dynastie; in den folgenden Jahren bis 1125 stürzte sie die damals Nordchina regierende Liao-Dynastie der gleichfalls aus der Mandschurei stammenden Kitan. Nach mehreren Feldzügen gegen die Mandschurei erreichte das Reich 1142 seine größte Ausdehnung. Im Zuge des Mongolensturms Anfang des 13. Jahrhunderts wurde das Reich 1234 von den Mongolen unter Ögedei Khan erobert.
Während der Ming-Dynastie, die die Mongolenherrschaft beendete, lebten die Jurchen als Jäger und zunehmend auch als Bauern; sie kamen vor allem durch den Handel mit Ginseng zu Wohlstand. Die Chinesen unterschieden zu dieser Zeit drei Gruppen von Jurchen: Die „wilden Jurchen“ aus der nördlichen Mandschurei und die südlich davon lebenden „Haixi-Jurchen“ und „Jianzhou-Jurchen“. Der Stammesfürst Nurhaci vereinigte Ende des 16. Jahrhunderts zuerst die Jianzhou-Jurchen und schließlich diese mit den anderen Jurchen-Stämmen; 1616 ließ er sich zum Kaiser krönen und begründete die Qing-Dynastie. Ab 1618 begann er mit Angriffen gegen Nordchina; nach seinem Tod 1626 wurde sein Sohn Huang Taiji zu seinem Nachfolger, der die Bezeichnung Jurchen 1635 offiziell durch „Mandschu“ ersetzte.

## Religion
Die Jurchen beschäftigten sich mit schamanischen Ritualien und glaubten an eine Himmelsgottheit (Abka Hehe, Himmelsfrau). Als sie in der Qing-Dynastie dem konfuzianischen Druck ausgesetzt waren, wurde diese weibliche Himmelsgottheit zu einer männlichen umgewandelt, dem Himmelsvater (Abka-i Enduri, Abka-i Han). 

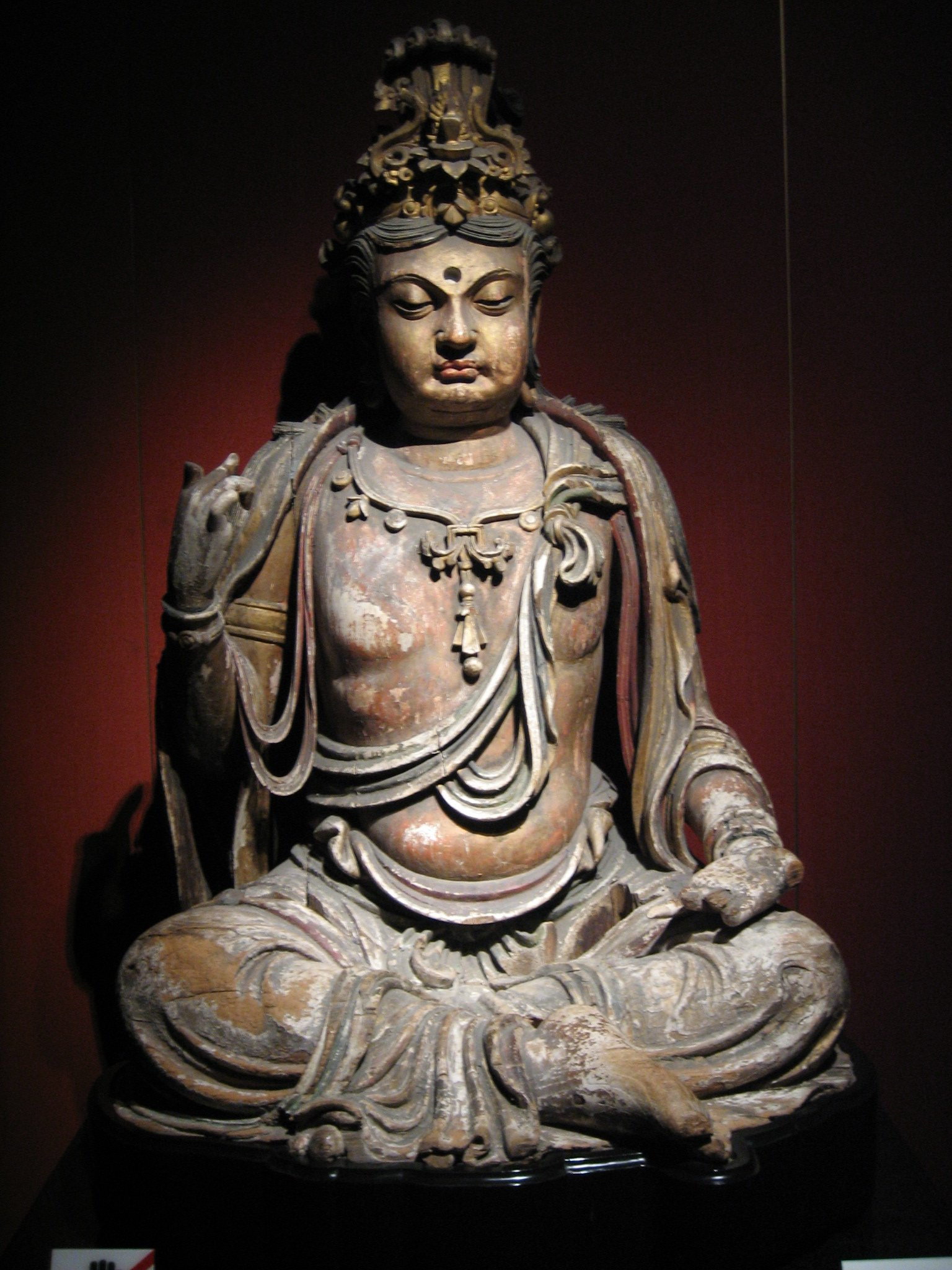
Hölzerne Bodhisattva-Statue, Jin-Dynastie

Nachdem die Jurchen in der Jin-Dynastie China erobert hatten, wurde der Buddhismus die vorherrschende Religion der Jurchen. Die eindrucksvollen Klosteranlagen, Statuen und Zeremonien waren für eine Staatsreligion besser geeignet als der Schamanismus. Obwohl der Prinz Hailing 海陵王 an den Buddhismus glaubte, verbot er Staatsbediensteten, privat Tempel zu besuchen und für Ruhm und Reichtum zu beten. Der Eroberer Shizong 金世宗 verbot Privatleuten, Klöster zu gründen, denn buddhistische Klöster sollten nur staatlicher Repräsentation dienen. 
Die Machthaber der Jurchen merkten schnell, dass es von großem Vorteil wäre, alle Strömungen der chinesischen Religionen in den neu eroberten Gebieten zu unterstützen, insbesondere die vielen neuen daoistischen Schulen, die sehr viele Anhänger finden konnten. Vor allem durch das Verleihen von ehrenvollen Titeln konnten die Jurchen die daoistische Bewegung steuern. Auch das Beschützen der daoistischen Tempel war ein wichtiger Schritt, um die  breite Masse unter Kontrolle zu halten.

## Sprache
Ihre Sprache war eine alte Form der Mandschu-Sprache. Eine Schrift für die Sprache der Jurchen wurde aus einem der beiden Schriftsysteme des Volkes der Kitan entwickelt.